# イェルネイ・コピタル

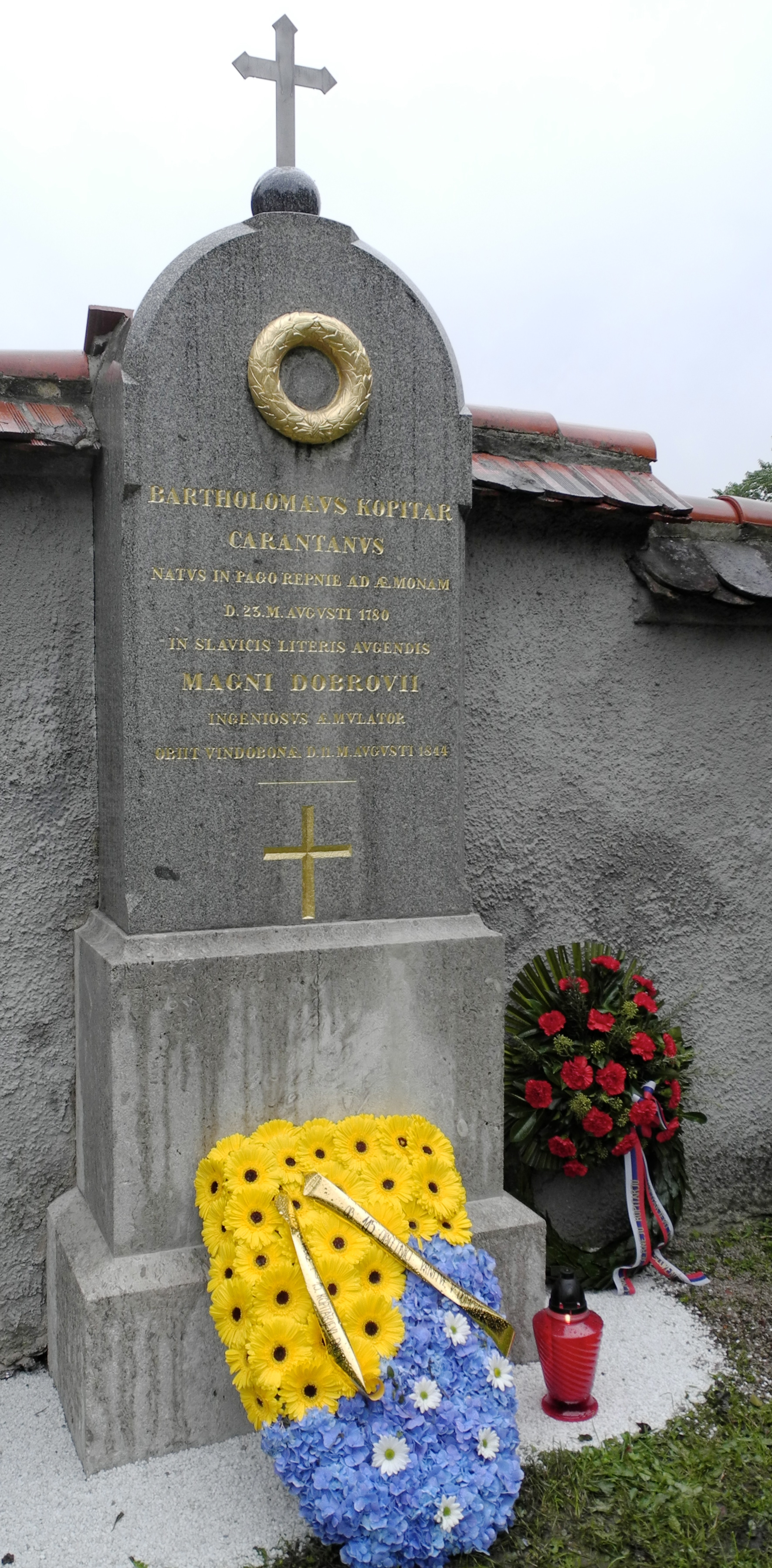
イェルネイ・コピタルの墓石

イェルネイ・コピタル（Jernej Kopitar, 1780年8月21日 - 1844年8月11日）は、スロベニアの文献学者、言語学者。

## 経歴
オーストリア帝国のヴォディツェ郊外の村で生まれた。リュブリャナのギムナジウムに通い、その後ウィーンに赴き法学を学んだ。
貴族のジグムント・ゾイス家の家庭教師になる。それからゾイスの秘書や司書になった。このころにアントン・トマシゥ・リンハルト、ヴァレンティン・ヴォドニックらと親好を結んだ。オーストリア帝国のウィーン宮廷図書館に勤め、その後、館長に就任した。また、スラブ語や近代ギリシャ語書籍の国家検閲官になった。
スロベニア語最古の文献とされるフライジンク写本の研究書や、ドイツ語で書かれたスロベニア語初の文法書（1808年、リュブリャナ）を刊行した。1813年、ウィーンでヴーク・カラジッチと出会い、セルビア語改革の助言を与えるほか、セルビア民謡の収集を支援した。
1817年にリュブリャナにある学校で教員になる。それからスロベニア語の正書法改革に関わった。
ウィーンで死去した。

## 著作
- Grammatik der slavischen Sprache in Krain, Kärnten und Steyermark